# Galion (rzeźba)

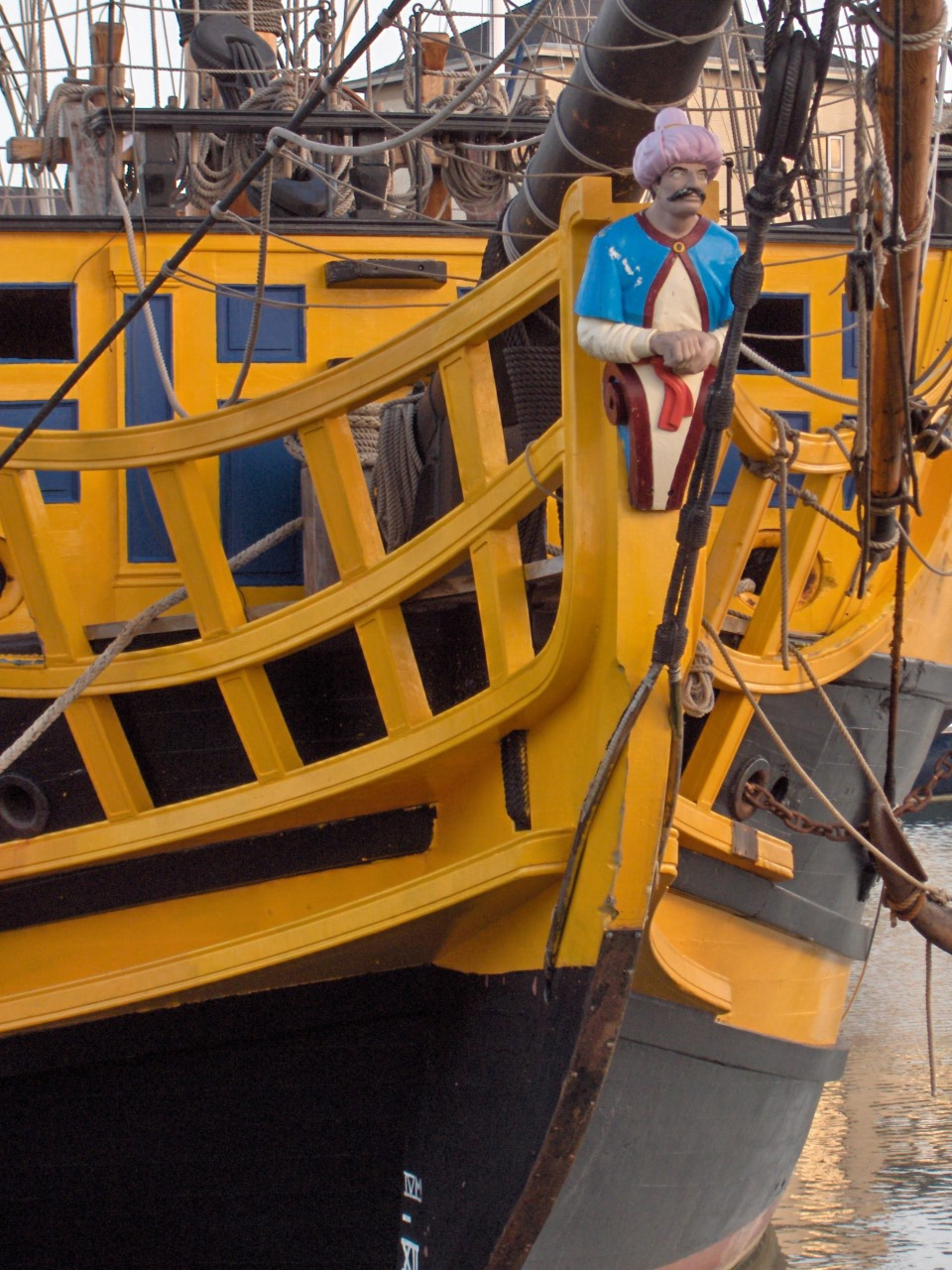
Forkasztel fregaty "Grand Turk" z widocznym galionem – postacią Turka

Galion, inaczej aflaston – charakterystyczna ozdoba dziobowa stosowana na dużych żaglowcach z minionych wieków, w postaci okazałej kunsztownej rzeźby umieszczonej przed forkasztelem, u szczytu stewy dziobowej. Była to rzeźba drewniana, często polichromowana. Zwykle przedstawiała postać ludzką, zwierzęcą lub fikcyjne stworzenie alegoryczne, i nawiązywała do nazwy jednostki.